# 成徳寺 (福島県広野町)
成徳寺（じょうとくじ）は、福島県双葉郡広野町にある浄土宗の寺院。

## 歴史
1330年（元徳2年）、良天聖観によって開山された。浄土宗名越派。の檀林として栄えた。
1596年（慶長元年）に一時廃寺となったが、1599年（慶長4年）に良薫によって中興された。江戸時代は檀林ではなくなったが、触頭となっている。
当寺歴代住職で著名な人物に袋中がいる。袋中は明国渡航を志し、当時の琉球王国に渡り、尚寧王の帰依を受けた。琉球に浄土宗をもたらした最初の人物である。

## 文化財
- 木造阿弥陀如来坐像（福島県指定重要文化財 昭和31年9月4日指定）[6]

## 交通アクセス
- 広野駅より徒歩28分。